# Parenthood (serie de televisión de 2010)
Parenthood es una serie dramática de televisión estadounidense desarrollada por Jason Katims y producida por Imagine Television y Universal Television para la cadena NBC. La serie cuenta la historia del clan Braverman, que comprende una pareja mayor, sus cuatro hijos y sus familias. Uno de los nietos representados tiene síndrome de Asperger, lo que ganó atención en la prensa.
Basada libremente en la película de 1989 del mismo título, la serie es la segunda adaptación de la película al aire en la televisión, precedida por la serie de televisión de 1990, que también se emitió en NBC. Tras los pasos de la aclamada serie de televisión Friday Night Lights, Katims se acercó a Ron Howard y Brian Grazer con la idea de crear una adaptación actualizada y moderna de la película de 1989 y llevarla a la televisión.
La serie se emitió durante seis temporadas del 2 de marzo de 2010 al 29 de enero de 2015. La serie fue bien recibida por los críticos de televisión y obtuvo varias nominaciones y premios, incluyendo un Premio Visión, un premio de la Crítica Televisiva, dos premios de la Academia de Artes y Ciencias de la Televisión, cuatro premios Artista Joven y tres premios Entertainment Industries Council PRISM. A pesar de críticas altamente positivas, la serie nunca tuvo una gran audiencia; el episodio piloto recibió las cifras de audiencia más altas, con puntuaciones en declive a partir de entonces.
El 11 de mayo de 2014, Parenthood fue renovada para una sexta y última temporada, que consta de 13 episodios. La última temporada se estrenó el 25 de septiembre de 2014. El final de la serie se emitió el 29 de enero de 2015.

## Argumento
La serie se fija en Berkeley, California, en la costa este de la Bahía de San Francisco (pero fue filmada principalmente en Los Ángeles). Al principio de la serie, la misma gira en torno de la familia Braverman: el patriarca Zeek Braverman, la matriarca Camille Braverman, y las familias de sus cuatro hijos; Adam, Sarah, Crosby, y Julia. Adam está casado con Kristina y tienen hijos: Haddie y  Max. Sarah es divorciada y tiene dos hijos jóvenes: Amber y Drew. Crosby tiene un hijo, Jabbar, con su exnovia Jasmine. Julia está casada con Joel y tiene una hija, Sydney.

## Reparto
- Craig T. Nelson como Zeek Braverman, el padre de la familia Braverman, el marido de Camille, y el padre de Adam, Sarah, Crosby, y Julia.
- Bonnie Bedelia como Camille Braverman, la madre de la familia y la esposa de Zeek.
- Peter Krause como Adam Braverman, el esposo de Kristina y el padre de Max y Haddie. Él es el hijo mayor de Braverman y todos sus hermanos y sus padres le consultan a él en tiempos de crisis.
- Monica Potter como Kristina Braverman, la esposa de Adam, madre de sus dos hijos y una fuente de estabilidad y apoyo a quien lo necesite.
- Sarah Ramos como Haddie Braverman, hija de 16 años de Adam y Kristina. Ella es una estudiante recta, que juega al fútbol y tiene varios amigos, que aspira a ser la "niña buena" con el fin de compensar los problemas de comportamiento de su hermano.
- Max Burkholder como Max Braverman, es hijo de Kristina y Adam, tiene 8 años de edad y fue diagnosticado con Síndrome de Asperger.
- Lauren Graham como Sarah Tracey Braverman, la segunda hermana de Adam. Ella y sus dos hijos (Amber y Drew) han vuelto a la casa de sus padres debido a su divorcio y a la crítica situación financiera que atraviesan.
- Mae Whitman como Amber Holt, la hija mayor y rebelde de Sarah, voluntariosa, no muy estudiosa que busca una dirección en su vida.
- Miles Heizer como Drew Holt, el hijo sensible de Sarah, que anhela ser un modelo masculino.
- Dax Shepard como Crosby Braverman, tiene 32 años y es soltero. Él trabaja como productor de discos de corta duración. Crosby presentó a su hijo de cinco años de edad, Jabbar, después de cinco años, que tuvo con su examante Jasmine.
- Joy Bryant como Jasmine Trussell, bailarina, la madre del hijo de Crosby, Jabbar.
- Tyree Brown, como Jabbar Trussell-Braverman, el hijo de Jasmine y Crosby.
- Erika Christensen como Julia Braverman-Graham, la madre de Sydney, la esposa de Joel y la menor de los cuatro hijos Braverman. Ella es una abogada en una firma corporativa superior, mientras que su esposo, Joel, apoya sus ambiciones, al servir como un padre que se queda en casa para cuidar a su hija.
- Sam Jaeger como Joel Graham, esposo de Julia y padre de Sydney. Él es un padre que se queda en casa, y es popular entre las madres que se quedan en casa, su círculo social es la escuela de Sydney, un hecho que a veces ejerce una fuerte presión sobre su matrimonio.
- Savannah Paige Rae como Sydney Graham, hija de 5 años de edad de Julia y Joel.

## Producción

### Desarrollo
La paternidad se basa en la película del mismo nombre de 1989, coescrita y dirigida por Ron Howard. Después del lanzamiento de la película, una serie de televisión fue creada y se emitió en 1990 en la NBC, pero resultó no tener éxito y fue cancelada después de una temporada. Casi dos décadas después, Jason Katims, el productor ejecutivo de Friday Night Lights, se reunió con Howard y Brian Grazer para pedirles readaptar la película para la televisión, que aceptaron aunque fueron reacios al principio. Se le dio la luz verde de la NBC a la serie en enero de 2009 y Katims terminó de escribir el guion del piloto a principios de 2009.

### Casting
Erika Christensen fue la primera actriz en conseguir un papel en el piloto a principios de marzo de 2009. A finales del mes, Peter Krause, Maura Tierney, Dax Shepard, Mae Whitman, Sarah Ramos y Craig T. Nelson fueron todos incorporados al drama. Nelson llegó a bordo del proyecto después de dejar el papel de abuelo en Modern Family. En abril, Max Burkholder fue elegido para representar el hijo de Peter Krause. En ese mismo mes Bonnie Bedelia, Sam Jaeger y Monica Potter fueron elegidos. Diane Farr fue elegida originalmente como Kristina Braverman pero dejó rápidamente la serie debido a conflictos de programación con Californication y fue reemplazada por Potter.
La serie fue originalmente programada para se estrenó en la NBC el 23 de septiembre de 2009. Sin embargo, el 10 de julio de 2009, se anunció que Parenthood sería empujada a mitad de temporada debido a un cáncer de pecho de la actriz Maura Tierney. El 10 de septiembre de 2009, un portavoz de Tierney anunció que se iba de la serie debido a conflictos con su programa de tratamiento. Se eliminaron las escenas filmadas ya de Tierney. El 9 de octubre de 2009, se informó de que Lauren Graham reemplazaría a Tierney en la próxima serie. Helen Hunt había sido abordada, pero ella y NBC no pudieron llegar a un acuerdo financiero. El piloto fue filmado de nuevo en noviembre.
Max Burkholder, que interpreta a un niño que tiene el síndrome de Asperger, explica se aseguraron de que su interpretación era correcta:
«Cuando hice la primera audición, trajeron a un médico que se especializa en niños con síndrome de Asperger y él nos dijo las cosas básicas. Entonces, desde que empezamos a grabar cada par de episodios tengo una reunión con el productor ejecutivo, el director de los episodios, y en ocasiones algunos de los escritores, y un médico especializado en el síndrome de Asperger y acabamos de hablar de lo que Max estaría haciendo en ciertas situaciones, de cómo iba a reaccionar a ciertas cosas y si todo el mundo estaba aquí haciendo esto, qué estaría haciendo Max?»
Ray Romano se unió al elenco el 11 de septiembre de 2012. El papel fue creado específicamente para él después de que expresó su amor por el show y se reunió con Katims en el set de Friday Night Lights.

### Rodaje
La producción de la primera temporada comenzó en 2009 con Katims como show runner, productor ejecutivo y escritor a la cabeza; también dirigió algunos episodios más adelante en la serie. El episodio piloto fue filmado en el norte de California, usando equipos locales, mientras que el resto de la serie fue filmada en Los Ángeles.
Al igual que en la otra serie de Katims, Friday Night Lights, se utilizaron tres cámaras para las grabaciones, colocadas a ambos lados de una escena. Por lo general, no hubo lecturas de libreto antes de la filmación de un episodio, un proceso de otro modo de uso frecuente en otros programas de televisión.

### Historia de emisión
A raíz de la salida de Maura Tierney, la fecha de estreno que fue programada originalmente para el 23 de septiembre de 2009, se trasladó al 1 de marzo de 2010, a las 9:00 p. m., pero se retrasó de nuevo para el día siguiente a las 10:00 p. m. después de que The Jay Leno Show fue cancelado. La serie se estrenó el 2 de marzo de 2010 a las 10:00 p. m., en la NBC, siguiendo a The Biggest Loser.
El 20 de abril de 2010, Parenthood fue renovada para una segunda temporada por la cadena NBC, según lo informado por la revista Variety. La segunda temporada se estrenó el 14 de septiembre de 2010. Más tarde ese mismo año, el 15 de noviembre, se anunció que Parenthood se estaría moviendo a los lunes a las 10/9c principios del 7 de marzo. Sin embargo, debido a una revisión de la NBC de Law & Order: LA poniendo al show en una pausa indefinida, la cadena anunció el 18 de enero de 2011 que Parenthood permanecería en los martes a las 10/9c.
El 12 de mayo de 2011, Parenthood fue renovada para una tercera temporada y se estrenó a las 10:00 p. m. el 13 de septiembre. El 10 de mayo de 2012, la NBC renovó Parenthood para una cuarta temporada de 15 episodios. El 26 de abril de 2013, la NBC renovó Parenthood para una quinta temporada, con 22 episodios. El 11 de mayo de 2014, la NBC renovó Parenthood para una sexta y última temporada, con 13 episodios, después de un enfrentamiento con el elenco que vio su garantía de episodios reducida.
El 3 de abril de 2015, NickMom, un bloque realizado como parte de la red de cable estadounidense Nick Jr., comenzó a llevar la serie en redifusión por cable, principalmente como parte de las cuadras del fin de semana y por las noches, hasta que dejó de operar el 28 de septiembre de 2015.

## Banda sonora
El 31 de agosto de 2010, Arrival Records / Scion Music Group lanzaron una banda sonora para la primera temporada de Parenthood. La banda sonora se compone de 10 canciones, incluyendo el tema principal de Parenthood, «Forever Young», de Bob Dylan, y el tema internacional, «When We Were Young» de Lucy Schwartz. La banda sonora también incluye una versión de «Forever Young», interpretada por John Doe y Lucy Schwartz.
Andrew McMahon, de la banda Jack's Mannequin, reveló al hablar sobre el disco de la banda, People and Things, que la canción «Casting Lines» de dicho álbum fue escrita después de que fue contactado por los productores de la serie como un posible tema principal de la serie. Después de grabar la canción y ser enviada a los productores, se le dijo que apreciaban sus esfuerzos, pero que habían seleccionado «Forever Young» como el tema musical de la serie.
Listado de pistas
1. «Forever Young» – Bob Dylan
2. «Darlin' Do Not Fear» – Brett Dennen
3. «Colors» – Amos Lee
4. «Kick Drum Heart» – The Avett Brothers
5. «Put Your Records On» – Corinne Bailey Rae
6. «In My Dreams» – Eels
7. «Change of Time» – Josh Ritter
8. «When We Were Young» – Lucy Schwartz
9. «In These Arms» – The Swell Season
10. «Solitaire» – Wilco
11. «Let It Be Me» – Ray LaMontagne
12. «Forever Young» – John Doe y Lucy Schwartz

Una segunda banda sonora fue lanzada el 8 de octubre de 2013, a través de J-2 Music. Fue producido por Jason Katims y Liza Richardson, entre otros y cuenta con canciones escuchadas desde la segunda hasta la cuarta temporada.
Listado de pistas
1. «Dance in the Graveyards» – Delta Rae
2. «If I Had a Boat» – Lyle Lovett
3. «Piece of My Heart» (Live Recording) – CeeLo Green
4. «What I Wouldn't Do» – A Fine Frenzy
5. «Man on Fire (Little Daylight Remix)» – Edward Sharpe and the Magnetic Zeros
6. «Honey I'll Try» – Emile Millar
7. «Take a Bow» – Greg Laswell
8. «Hard Times (Come Again No More)» – Brett Dennen
9. «Lady Adelaide» – Ben Gibbard
10. «My My Love» – Joshua Radin
11. «High Hope» – Glen Hansard

## Recepción

### Respuesta crítica
La primera temporada de Parenthood recibió críticas generalmente positivas de los críticos, anotando un 61 sobre 100 en el agregador de críticas Metacritic. Alessandra Stanley, de The New York Times, dijo que Parenthood es «inesperadamente convincente» a pesar de su reminiscencia de Brothers & Sisters. Elogió la escritura y el reparto y describió el show como «un drama de mayoría de edad para todas las edades». Alan Sepinwall de Newark Star Ledger escribió que «Como la película que la inspiró, Parenthood no es un clásico instantáneo, pero es inteligente y cálida y conocedora, y proyecta su red tan amplia que al menos parte de ella debe conectarse con usted». Ken Tucker de Entertainment Weekly escribió: «Parenthood no es mejor que Modern Family, pero es diferente: es su propia creación, gracias al excelente toque y caracterizaciones cuidadosas desarrolladas por el productor ejecutivo Jason Katims y sus escritores».
Tras el estreno de la segunda temporada, Tucker de Entertainment Weekly escribió: «A medida que la serie ha procedido, lo que inicialmente parecía un montón de actores de gran talento pero dispares ha cohesionado en un clan creíble». Maureen Ryan de The Huffington Post lo calificó como un «sólidamente gratificante drama», que es «algo a valorar en el programa de televisión». Parenthood fue elogiado por otra parte por la forma en que aborda el síndrome de Asperger. El momento en el que Kristina y Adam explican a Max que tiene el síndrome fue enumerado por TV Guide en sus Top TV Moments de 2011.
En cuanto a la tercera temporada, el escritor de The New Yorker Emily Nussbaum señaló el desarrollo positivo de la serie diciendo que «se ha hecho más fuerte con cada temporada». Ella considera Parenthood uno de los dos grandes dramas de televisión de la red junto a The Good Wife y citó su capacidad para ser cálida y sentimental sin ser tonta como uno de sus puntos fuertes. Sheri Levine, de The Vancouver Sun escribió: «El reparto se mueve sin esfuerzo de proporcionar respuestas serias, pensadas para hacer chistes y permitiendo que los momentos divertidos brillen a través. Es casi como si el arte imita la vida, o la vida imita al arte». El columnista de la revista Time James Poniewozik escribió que «la tercera y cuarta temporadas de la serie han elevado a uno de los mejores de la TV debido a cómo se ha llegado a un tema memorable de FNL: la idea de cómo la comunidad puede ser, de manera inseparable, tanto una carga como un apoyo indispensable».
Tras el estreno de la cuarta temporada, el columnista de televisión de The Washington Post Jen Chaney llamó al programa «una pieza perfecta de 'reali-escapismo': Un programa de televisión que aborda temas que muchos de nosotros afrontamos en nuestras propias vidas y sumerge todo ello en apenas suficiente escapismo para que sea agradable de ver». Rachel Stein de Television Without Pity sintió que el espectáculo «posee la misma unión de la familia que Lorelai y Rory [de Gilmore Girls] tenían (por 18 por todos los miembros de esta familia), cada episodio tiene una gran cantidad de caprichos con propósito y hay una cierta singularidad de la vida que captura en el clan Braverman». Escribiendo para The Daily Beast, Jace Lacob destacó la «impresionante» actuación de Monica Potter, cuya trama de cáncer fue «conmovedora» y «atrapante». Alan Sepinwall de HitFix comentó: «La historia de cáncer de esta temporada ha traído un montón de lo que el programa hace aún más de relieve, subiendo las apuestas de casi cada trama en el proceso, y entregando actuaciones fantásticas y verdaderamente sentimentales».

## Adaptación italiana
En diciembre de 2015, una adaptación de Parenthood titulada Tutto può succedere («Todo puede suceder») comenzó a transmitirse en el canal de televisión italiano Rai 1. La trama sigue la suerte de la familia Ferraro, basada en varios lugares de Roma y sus alrededores. Los actores principales incluyen Giorgio Colangeli como el padre/abuelo Ettore Ferraro, Licia Maglietta como madre/abuela Emma y Maya Sansa como la hija/madre Sara.